# Angelos Stavridis
Angelos Stavridis (* 22. Juli 2003 in Homburg) ist ein deutsch-griechischer Fußballspieler. Der Mittelfeldspieler steht beim 1. FC Kaiserslautern unter Vertrag.

## Karriere
Stavridis durchlief Jugendmannschaften des TuS 1890 Schönenberg, des 1. FC Saarbrücken sowie des 1. FC Kaiserslautern. Zur Spielzeit 2022/23 stand er im Kader der zweiten Mannschaft der Roten Teufel in der Oberliga Rheinland-Pfalz/Saar und im erweiterten Aufgebot des Profikaders, ehe er im November 2022 seinen ersten Profivertrag bei den Pfälzern unterschrieb. Sein Profidebüt gab er am letzten Spieltag der Zweitligasaison 2022/23, als er beim Spiel des 1. FC Kaiserslautern gegen Fortuna Düsseldorf in der 80. Spielminute für Terrence Boyd eingewechselt wurde.
Im Sommer 2023 wurde er für eine Saison zum Regionalligisten FC 08 Homburg verliehen.
Im Sommer 2024 kehrte Stavridis nach Kaiserslautern zurück und wurde in den Kader der zweiten Mannschaft integriert.